# NGC 5967
NGC 5967 (również PGC 56078) – galaktyka spiralna z poprzeczką (SBc), znajdująca się w gwiazdozbiorze Ptaka Rajskiego. Odkrył ją John Herschel 7 czerwca 1836 roku.
W galaktyce tej zaobserwowano supernową SN 2009gd.